# Wilhelm Heinrich Wackenroder
Wilhelm Heinrich Wackenroder, född 13 juli 1773 i Berlin, död där 13 februari 1798, var en tysk författare av den romantiska skolan.

## Biografi
Wilhelm Heinrich Wackenroder var son till den preussiske justitieborgmästaren Christoph Benjamin Wackenroder. Under tiden som elev vid Friedrichswerderschen Gymnasium blev han vän med Ludwig Tieck, och de undervisades av Friedrich Gedike, Karl Philipp Moritz, Carl Friedrich Christian Fasch, Carl Friedrich Zelter och Johann Friedrich Reichardt. Därefter följde studier i Erlangen och Göttingen. 1794 återvände Wackenroder till Berlin och blev assessor i kammarrätten där. Tieck och Wackenroder förde en omfattande brevväxling.   
Wackenroder rönte tidigt inflytande av gammaltysk känslosam kultur, genom besök av gotiska katedraler i Nürnberg och Bamberg tillsammans med Tieck. Under denna påverkan omvärderade han medeltidens estetik och såg epoken som en höjdpunkt när alla högre känslor sammanspelat i konsten, i synnerhet genom den religiösa extasens förmedling på estetikens område. Han skrev bland annat den halvt novellistiska Herzensergiessungen eines kunstliebenden Klosterbruders (1797) med förord av Tieck, vilket är ett av romantikens genombrott i Tyskland; samma år började Friedrich och August Wilhelm Schlegel utge Athenäum och Tieck utgav Der blonde Eckbert. I denna berättelse, vars genre är svårdefinierad och löper mellan essä och prosapoesi, framhålls den religiösa andakten som konstskapandets källa. Boken bidrog till att framkalla den tysk-romantiska målarskolan, påverkade starkt Wackenroders vän Tieck och är ett av de mer utpräglade dokumenten till romantikens historia. Dürer och Rafael uppskattas här högre än dittills skett, men det var framför allt i musiken som Wackenroder ansåg att den religiösa estetiken kunde komma till klarast uttryck. Redan året efter utgivningen, 1798, avled Wackenroder, 24 år gammal.